# ليونيل كيرك
ليونيل كيرك (1 نوفمبر 1884 - 27 فبراير 1953) (بالإنجليزية: Lionel Kirk)‏ هو لاعب كريكت بريطاني (وحمل سابقاً جنسية المملكة المتحدة لبريطانيا العظمى وأيرلندا).